# Jean Dauberval
Pour l’article homonyme, voir Dauberval.
Œuvres principales
Le Déserteur (1785)
La Fille mal gardée (1789)

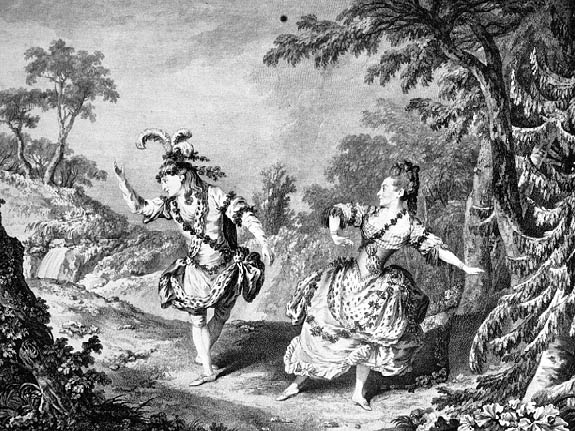
Dauberval et Mlle Allard dans Sylvie

Jean Bercher dit Dauberval (ou d'Auberval) est un danseur et chorégraphe français né à Montpellier le 19 août 1742 et mort à Tours le 14 février 1806.

## Biographie
Fils du comédien Étienne-Dominique Bercher dit Dauberval (1725-1800), il étudie à l'école de ballet de l'Opéra de Paris, où il est nommé premier danseur en 1763 et maître de ballet en 1771. Il quitte l'Opéra en 1783 et se rend à Bordeaux, où il devient maître de ballet du Grand-Théâtre de 1785 à 1791. Il est notamment l'auteur du célèbre ballet La Fille mal gardée, créé à Bordeaux en 1789.
Très influencés par Noverre et ses théories sur le ballet d'action, ses ballets racontent la vie des gens ordinaires et dépeignent des situations sentimentales souvent avec humour. Ses principaux disciples seront Eugène Hus, Salvatore Viganò, Charles-Louis Didelot et Jean-Pierre Aumer.
Il avait épousé la danseuse Marie-Madeleine Crespé, dite Mlle Théodore.

## Quelques œuvres
- 1783 : The Pastimes of Terpsicore (King's Theatre, Londres)
- 1783 : Friendship lead to Love (King’s Theater, Londres)
- 1784 : The Slaves of Conquering Bacchus (King’s Theater, Londres)
- 1784 : Le Réveil du bonheur (King’s Theater, Londres)
- 1784 : Le Coq du village, ou La Lotterie ingénieuse (King’s Theater, Londres)
- 1784 : Orpheo (King's Theatre, Londres)
- 1784 : The Four Ages of Man (King's Theatre, Londres)
- 1784 : Pygmalion (King's Theatre, Londres)
- 1784 : Le Déserteur, ou La Clémence Royale (King's Theatre, Londres)
- 1787 : Le Page inconstant (d'après Le Mariage de Figaro de Beaumarchais, Grand-Théâtre, Bordeaux)
- 1788 : Psyché et l'Amour (Grand-Théâtre, Bordeaux)
- 1789 : La Fille mal gardée (Grand-Théâtre, Bordeaux)
- 1791 : Amphion et Thalie, ou L’Élève des Muses (Pantheon Theatre, Londres)
- 1791 : Le Triomphe de la Folie (Pantheon Theatre, Londres)
- 1791 : Le Siège de Cythère (Pantheon Theatre, Londres)
- 1791 : La Fontaine d’amour (Pantheon Theatre, Londres)
- 1791 : L’Amant déguisé (Pantheon Theatre, Londres)
- 1791 : La Fête villageoise (Pantheon Theatre, Londres)